# Haplotaxodon trifasciatus
Espèce
Haplotaxodon trifasciatus est un poisson appartenant à la famille des Cichlidae de Zambie et du Congo.

## Référence
- Takahashi & Nakaya, 1999 :New species of Haplotaxodon (Perciformes: Cichlidae) from Lake Tanganyika, Africa. Copeia 1 pp 101-106.